# Nenê
Anderson Luiz de Carvalho, mer känd som Nenê, född 19 juli 1981 i Jundiaí, São Paulo, är en brasiliansk fotbollsspelare som spelar för Vasco da Gama.
Säsongen 2011–12 i Ligue 1 kom Nenê på delad första plats i skytteligan med Olivier Giroud. Han blev även utnämnd till Månadens spelare i oktober 2011. Han hade tröjnummer 10 i Paris Saint-Germain FC som Zlatan Ibrahimović tog efter att Nenê hade lämnat PSG för qatariska Al-Gharafa.